# メガ・エナジー・マン
メガ・エナジー・マン（MEGA NRG MAN）は、ユーロビートのレーベルであるA-BEAT CやGO GO'S MUSICなどで使用される「ボーカリストの名義」である。

## 来歴
1988年、スペイン人ミュージシャンT(h)omás Márin（トーマス・マーリン）は、「Nobody Loves Me」というHI-NRG曲を出したが、人気を得られなかった。
1992年頃、トーマスは友人を介してユーロビート・プロデューサーであるジャンカルロ・パスクィーニ（デイブ・ロジャース）と出会い、A-BEAT Cにセッション・ボーカリストとして正式に参加した際に作られた名義で、彼1人のみが使用している名義である。
また、彼は他にもDERRECK SIMONS名義（※一部楽曲を除く）や、以前から使っているMR.GROOVE名義などでもボーカルを担当している。
1994年に発表された「SEVENTIES」が大ヒットし、一躍人気名義となる。この曲は、1996年に日本の音楽グループMAXがカバーし、これもヒットとなった。
彼が歌う楽曲の曲調は、全体的にはロック色の強いアグレッシブなものが多い。そのためか、多くの曲がしげの秀一先生原作のアニメ「頭文字D」の挿入歌として使用され、後継作のアニメ「MFゴースト」でも採用された。
2006年、A-BEAT Cに所属していた作家であるSandro OlivaとAlessandra Mirka Gattiが新しいレーベルGO GO'S MUSICを設立した際、A-BEAT Cに所属していたボーカリストの多くがGO GO'S MUSICに移籍したが、その際に彼も参加し、それ以降、この名義はGO GO'S MUSIC制作楽曲など、他のレーベルでも見られるようになった。
なお、このアーティスト名義の「MEGA NRG（メガ・エナジー）」とはA-BEAT Cが提唱したユーロビートの路線のひとつで、ロック要素を多分に取り入れるなど、スピーディかつ破壊力のある楽曲スタイルを指している。

## 主な楽曲
A-BEAT Cレーベル
- FIRE
- SEVENTIES
- BACK ON THE ROCKS
- GET ME POWER
- BURNING DESIRE
- WELCOME TO THE MUSIC
- GRAND PRIX
- I CAN BE YOUR DEE JAY
- EXPRESS LOVE
- SUPERTONIC LADY

など
GO GO'S MUSICレーベル
- ROCK ME

AngraのギタリストであるKiko Loureiroを起用。GO GO'S MUSICからの第一弾楽曲。
- RED LIGHT AND SEX
- JAPANESE GIRL DIMA MUSICからリリース
- ROCKETMAN

## ディスコグラフィ

### アルバム
- SEVENTIES （1996年7月24日、AVCD-11462）